# Березівка (притока Інгулу)
Березівка — річка в Україні, у межах Долинського та Устинівського районів Кіровоградської області. Ліва притока Інгулу (басейн Південного Бугу).

## Опис
Довжина 74 км. Площа водозбірного басейну 665 км². Похил 1,4 м/км. Річкова долина трапецієподібна, завширшки 2 км, завглибшки 40 м. Річище завширшки 10 м. Стік частково зарегульовано, є чимало ставків. Використовується на сільськогосподарські потреби.

## Розташування
Бере початок біля с. Суходільське. Тече переважно на південний захід і (частково) на південь. Впадає до Інгулу на південь від села Любовички.
На річці розташовані смт Молодіжне та Устинівка.
Річка протікає через с. Березуватка та с. Криничуватка (Устинівського району).
Колись на річці ще було розташоване с. Ковалівка, але його вже не існує.

## Притоки
- Балка Широка, Балка Водяна, Криничовата, Балка Каунова (ліві); Балка Чабанка, Балка Сидорівка (праві).